# Trichomasthus nogalensis
Trichomasthus nogalensis är en stekelart som beskrevs av Sugonjaev 1989. Trichomasthus nogalensis ingår i släktet Trichomasthus och familjen sköldlussteklar. Inga underarter finns listade i Catalogue of Life.